# Josep Esquena i Mas
Josep Esquena i Mas (Sant Esteve d'en Bas, la Vall d'en Bas, Garrotxa, 1850 - Barcelona, Barcelonès, 1900) va ésser un industrial.
Bon amic de Joaquim Vayreda i Vila, fou una de les personalitats que, en el darrer terç del segle xix, més contribuïren al desenvolupament industrial i agrícola de la comarca. A Sant Joan les Fonts posseïa una de les fàbriques més importants del poble, La Sebastiana, i en el moment que ho va considerar necessari participà activament en la defensa dels interessos industrials de Catalunya (1894).
Partidari de l'ideari carlí, quedà molt decebut del resultat de la reunió que celebraren, gairebé al final de la Tercera Guerra Carlina, el general Francesc Savalls i Massot i el general Arsenio Martínez Campos, a l'Hostal de la Corda.
En la vida local, ocupà càrrecs de responsabilitat dins el Sometent, es vinculà a diverses entitats culturals i fou regidor de l'Ajuntament d'Olot (1877-1878).
En el moviment catalanista, conjuntament amb Joaquim Vayreda, va ser-ne un dels principals impulsors a la Garrotxa: va presidir el Centre Catalanista d'Olot, integrat a la Lliga de Catalunya, contribuí a la celebració dels certàmens literaris de l'entitat i va col·laborar al setmanari L'Olotí. A la mort de Joaquim Vayreda, pronuncià un discurs, en una funció necrològica celebrada pocs dies després, impregnat de catalanisme, que va ser publicat a L'Àlbum Literari Artístich de L'Olotí. També va presidir la comissió, d'àmbit comarcal, per a la construcció de l'urna del comte Bernat Tallaferro (urna que va ser col·locada al monestir de Ripoll -1896-).
En l'àmbit nacional intervingué en la campanya de defensa del dret català (1889) i signà el Missatge al Rei dels Hel·lens (1897).
Dins la Unió Catalanista, fou designat delegat a les Assemblees de Manresa (1892), Olot (1895) i Girona (1897). A l'Assemblea d'Olot formà part de la Mesa Presidencial, en qualitat de vicepresident.